# 611 Valeria
611 Valeria este un asteroid din centura principală, descoperit pe 24 septembrie 1906, de Joel Metcalf.